# Myrmeleon (Myrmeleon) maculaclypeus
Myrmeleon (Myrmeleon) maculaclypeus is een insect uit de familie van de mierenleeuwen (Myrmeleontidae), die tot de orde netvleugeligen (Neuroptera) behoort. 
Myrmeleon (Myrmeleon) maculaclypeus is voor het eerst wetenschappelijk beschreven door New in 1985.